# Monocelis longistyla
Monocelis longistyla är en plattmaskart som beskrevs av Martens och Curini-Galletti 1987. Monocelis longistyla ingår i släktet Monocelis och familjen Monocelididae. Inga underarter finns listade i Catalogue of Life.